# Caudron C.22
Le Caudron C.22 BN2 était un prototype de bombardier de nuit bimoteur français construit en 1917.  Conçu par l'ingénieur Paul Deville (1888-1963), il n'a pas été produit. La catégorie militaire française BN2 spécifiait que c'était un « bombardier de nuit à deux places ».
Le C.22 BN2 était basé sur le Caudron C.21 redimensionné. La portée a été augmentée de 22 %, ce qui a nécessité d'allonger l'envergure en ajoutant une baie supplémentaire et des moteurs plus puissants. C'était un biplan à quatre baies, en bois entoilé, les ailes non balayées avaient des extrémités inclinées. L'aile supérieure, qui portait les ailerons, avait une envergure 7 % plus grande et une corde plus petite que l'aile inférieure. Il n'y avait pas de décalage entre les ailes, les ensembles d'entretoises entre plans étaient donc verticales avec des renforts en corde à piano à chaque baie. 
Des paires d'entretoises en forme de V supportaient les deux moteurs au-dessus de l'aile inférieure, délimitant ainsi les deux baies intérieures. L'aéronef a été conçu pour être animé, soit par une paire de moteurs 9 cylindres en étoile Le Rhône 9Jb de 120 ch, soit par des Clerget 9B de 130 ch. Les hélices étaient bipales. 

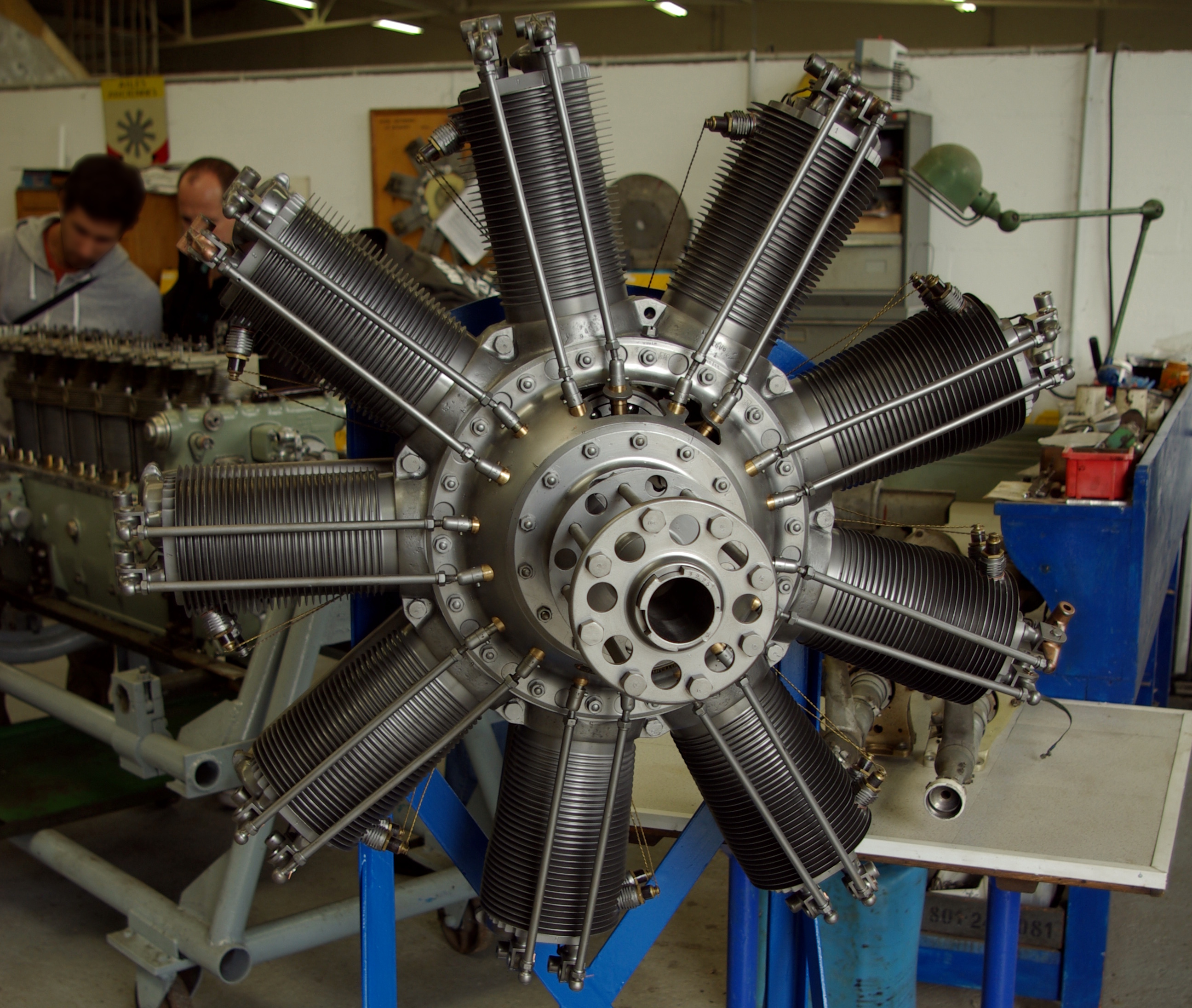
Moteur Clerget-Blin 9B du C.22 (musée de l'Air et de l'Espace -Le Bourget).

Le fuselage du C.22 avait des flancs presque plat, avec un tranchant vertical au bout d'une proue courte. L'équipage avait un cockpit spacieux sous l'aile, celui du pilote placé sous le bord d'attaque et celui du mitrailleur sous le bord de fuite. Celui-ci avait une découpe profonde pour augmenter le champ de tir de la mitrailleuse Lewis Mark I de 7,7 mm.
À l'arrière, la dérive à bords droits était longue et basse, portant un gouvernail à bords droits qui descendait jusqu'à la quille. Un empennage angulaire, monté sur le dessus du fuselage, avait des gouvernes de profondeur avec une découpe pour le mouvement du gouvernail.
Le bombardier avait un train d'atterrissage, avec des paires de roues principales sur des essieux portés par des barres longitudinales fixées sous les moteurs sur des entretoises en forme de N. Les paires de roues étaient écartées de 3,24 m. 
Le C.22 pouvait transporter six bombes de 120 mm et trois de 155 mm.
Les autorités militaires ayant préféré le Breguet 16 et le Farman F.50 pour le rôle de bombardier de nuit, le C.22 n'est pas entré en production. 
En février 1919, immédiatement après la fin de la Première Guerre mondiale, les Français proposèrent un service commercial de passagers entre Paris et Londres, utilisant le C.22 et un Farman Goliath mais ce projet fut rejeté par les autorités britanniques.